# Karl Kobelt
Karl Kobelt (San Gallo, 1º agosto 1891 – Berna, 6 gennaio 1968) è stato un politico svizzero.
Nel dicembre 1940 è stato eletto nel Consiglio federale svizzero, rimanendovi fino al dicembre 1954.
Era rappresentante del Partito Liberale Radicale.
Ha guidato il Dipartimento militare.
Ha ricoperto la carica di Presidente della Confederazione svizzera due volte: nel 1946 e nel 1952.